# Володимирецький парк
Володимире́цький парк — комплексна пам'ятка природи місцевого значення в Україні. Розташований у межах смт Володимирець Рівненської області, на території Володимирецького ЗЗСО I-III ст. № 3. 
Площа 3 га. Статус надано згідно з рішенням Рівненського облвиконкому № 343 від 22.11.1983 року з метою збереження природного комплексу з наявними рідкісними видами рослин. 
Парк закладений 1827 року. Зростають 28 видів дерев та кущів.